# شوگتسو
شوگتسو (به ژاپنی: 松月 ショウゲツ syogetsu) نام علمی بر اساس کتاب ساکورای ژاپن
(Cerasus lannesiana 'Superba' Miyoshi) نام یک نوع درخت ساکورای باغی است. قسمت بیرونی گلبرگ‌های آن قرمز کم رنگ و کناره‌های گلبرگ برش‌های کوچکی دارد. گل آن به فوگنزو شباهت دارد اما برگ‌های آن دیرتر از گل آن سبز می‌شوند و از این طریق با فوگنزو متمایز می‌شود.
- تعداد گلبرگ: ۲۰–۳۰ عدد
- رنگ: صورتی مایل به قرمز
- قطر گل: ۳٫۸ تا ۴٫۸ سانتیمتر
- زمان گل‌دهی:اواسط آوریل
- محل نمونه:باغ گیاه‌شناسی جنگل تاما، پارک اوئنو در اطراف دریاچهٔ پارک